# Nimdoma Sherpa
Nimdoma Sherpa, née en 1991, dans le district de Dolakha, est une alpiniste népalaise. En 2008, elle est devenue la plus jeune femme à escalader le Mont Everest. En 2009, elle a rejoint "the Seven Summits Women Team", une équipe féminine népalaise dont le but est de gravir les Sept Sommets.

## Enfance
Nimdoma Sherpa est née dans famille une pauvre de Sherpa, dans un village isolé de l'Himalaya au Népal. À cinq ans, elle commence à fréquenter l'école grâce à un programme de repas scolaire issu du Programme Alimentaire Mondial (PAM) mis en place par l'Organisation des Nations Unies.  Au départ envoyée à l'école par ses parents dans le but de recevoir un repas sain chaque jour, Nimdoma obtient d'excellents résultats, ce qui lui permet de déménager à Katmandou pour être inscrite dans une plus grande école. Elle devient la première de sa famille à obtenir un diplôme du secondaire.

## Alpinisme
Après le lycée, Nimdoma Sherpa rejoint la "First Inclusive Women's Sagarmatha Expedition", une équipe féminine d'alpinisme soutenu par le PAM. En mai 2008, tous les dix membres de l'équipe atteignent avec succès  le sommet du Mont Everest, faisant de Nimdoma Sherpa, âgée de 16 ans la plus jeune femme à avoir atteint le sommet jusqu'à ce que son record ait été battu en 2012. Son succès sur l'Everest a été raconté dans un livre pour enfants intitulé Le léopard des neiges, le yeti et la fille qui ont escaladé le Mont Everest, publié par le PAM dans le but de promouvoir la mise en place de repas scolaire pour réduire la faim chez les enfants.
En 2009, Nimdoma Sherpa et six de ses coéquipières de la "Sagarmatha Expédition" forme une nouvelle équipe: "the Seven Summits Women Team", une équipe féminine dont l'objectif est de gravir les Sept Sommets, les plus hauts sommets de chaque continent. En plus de Nimdoma Sherpa, les membres de l'équipe composée sont Shailee Basnet, Pujan Acharya, Maya Gurung, Asha Kumari Singh, Pema Diki et Chunu Shrestha. Ayant déjà gravi le Mont Everest, l'équipe commence leur mission en 2010 en gravissant avec succès le Mont Kosciuszko (Australie) et le Mont Elbrouz (Russie). En mars 2013, elle rejoignent trois femmes Tanzaniennes pour escalader le Mont Kilimandjaro (Tanzanie) lors la célébration de la Journée Internationale des Femmes,. En février 2014, Nimdoma Sherpa et trois autres coéquipières atteignent le sommet de l'Aconcagua (Argentine), leur cinquième montagne des Sept Sommets. L'équipe atteint le mont McKinley (États-Unis) en juin 2014 et le massif Vinson (Antarctique) en décembre 2014, accomplissant ainsi le défi qu'elles s'étaient donné.

## Action humanitaire
Nimdoma Sherpa est l'une des fondatrices de la "Global Inclusive Adventures", une organisation non gouvernementale créée par les alpinistes de la "Seven Summits Women Team", qui rend visite aux écoles népalaises pour raconter leurs expéditions dans le but d'inspirer les enfants. Elle est également l'égérie d'une campagne de publicité pour le programme d'alimentation scolaire du PAM.
Nindoma Sherpa a exprimé sa gratitude au Programme alimentaire mondial de lui avoir permis d'accéder à l'éducation et à l'aider à réaliser son rêve de l'ascension de l'Everest. Stephen Anderson, le directeur du Programme alimentaire mondial au Japon, a déclaré à son propos qu'elle était « un brillant exemple de ce que les programmes d'aide alimentaire scolaire peuvent accomplir en permettant de donner aux enfants une éducation et une chance de briser le cercle vicieux de la faim et de la pauvreté ».